# Defiance megye
Defiance megye az Amerikai Egyesült Államokban, azon belül Ohio államban található. Megyeszékhelye Defiance. Lakosainak száma 38 286 fő (2020. április 1.). Defiance megye Williams, Paulding, Henry, Putnam, DeKalb és Allen megyékkel határos.

## Népesség
A megye népességének változása:
| Lakosok száma | 39 113 | 39 037 | 38 812 | 38 532 | 38 352 | 38 286 |
|               | 2010   | 2011   | 2012   | 2013   | 2015   | 2020   |